# TSV Helgoland 1897
TSV Helgoland 1897 was een Duitse voetbalclub uit het Berlijnse stadsdeel Tempelhof.

## Geschiedenis
De club werd in 1897 opgericht als Berliner TuFC Helgoland 97. De club sloot zich aan bij de Berlijnse voetbalbond. De club promoveerde in 1901 naar de hoogste klasse, maar kon het behoud daar niet verzekeren. In 1906 promoveerde Helgoland een tweede keer, maar degradeerde meteen weer. Dat jaar had FC Olympia Oberschöneweide zich als jeugdafdeling bij de club aangesloten, maar na de degradatie verlieten ze de club en gingen naar Berliner TuFC Union 1892, later werd de club zelfstandig als SC Union 06 Oberschöneweide. 
In 1926 fuseerde de club met Tempelhofer SpVgg 23, dat in 1924 zelf gefuseerd was met FC Borussia 06. Helgoland speelde voornamelijk in de lagere amateurreeksen.
Op 1 juli 2016 fuseerde de club met Mariendorfer SV 06 tot TSV Mariendorf 1897.